# Parafia Najświętszej Trójcy w Zielonej Górze
Parafia Najświętszej Trójcy – rzymskokatolicka parafia położona w dekanacie Zielona Góra – Podwyższenia Krzyża, diecezji zielonogórsko-gorzowskiej, metropolii szczecińsko-kamieńskiej w Polsce, erygowana 30 lipca 2000 przez biskupa Adama Dyczkowskiego. Znajduje się w dzielnicy Zielonej Góry – Ochli.

## Proboszczowie
- ks. Tadeusz Lityński (1.08.2000 – 31.07.2006)
- ks. Stanisław Stefańczyk (1.08.2006 – 31.07.2013)
- ks. Mieczysław Pospiech (od 1.08.2013)

## Zasięg parafii
Ochla, Kiełpin, Jeleniów